# Pont de Červená
Le   pont de Červená   est un pont ferroviaire historique en acier. Le pont a été construit en 1889 et fait partie de la voie ferrée reliant deux villes du sud de la République tchèque, Tábor et Písek.
Ce pont est déclaré l'un des monuments culturels de la République tchèque (kulturní památka) en 2021 .

## Historique
Le pont est construit en acier par la First Czech-Moravian Machine Factory, plus grand producteur de structures en acier en Bohême. Construit sans échafaudage, uniquement par assemblage à la volée. Lors de sa construction il devient le deuxième pont le plus haut de toute l'Autriche-Hongrie.
Le pont fait l'objet d'une étude de la CIA en 1950, notant que le pont est d'importance stratégique locale seulement. Selon le rapport, le pont est d'une longueur de 500m (notant que cette longueur semble exagérée), d'une hauteur de 65-70m au dessus de la rivière.

## Caractéristiques
Il s'agit d'un pont à poutres en treillis, à trois travées avec un tablier de pont immédiat sans plate-forme de ballast, construit en 1886 par la méthode de l'équilibre en porte-à-faux .
Le pont est long de 254,2 mètres avec trois travées principales de 84,4 mètres, la structure porteuse est formée de deux poutres en treillis avec une hauteur totale de 9,9 mètres et un système de poutres transversales et longitudinales supportant les éléments intermédiaires tablier de pont. Le dispositif d'expansion du rail est installé aux deux extrémités .